# Роман, Иван
Иван Роман (? — 17 марта 1939, вблизи Перечина) — заместитель командира Карпатской Сечи в 1938 — 39 годах.

## Биография
До основания в ноябре 1938 года Карпатской Сечи был младшим офицером (подстаршиной) чехословацкой армии. К тому времени он уже был известным в Карпатской Украине украинским культурным деятелем, одним из местных культурных лидеров.
Работал банковским служащим.
Приказом военного министра Степана Клочурака от 15 марта 1939 Иван Роман был назначен руководителем интендатуры Карпатской Сечи. Функцию интенданта он принял, но уже вечером этого же дня ходатайствовал перед комендантом Сечи Сергеем Ефремовым об освобождении от должности по болезни.
Погиб в боях против венгерских войск 17 марта 1939.